# Lý Trị Học
Lý Trị Học (1937 - 13 tháng 2 năm 1995) là bác sĩ phẫu thuật người Đài Loan. Năm 1992, ông chủ trì ca ghép thận đầu tiên của Việt Nam và giảng dạy các kỹ thuật liên quan cho bác sĩ địa phương, đồng thời thúc đẩy việc hiến tạng ở Đài Loan.

## Tiểu sử
Khi học tại trường y Đại học Quốc lập Đài Loan, ông đã theo học bác sĩ Lâm Thiên Hựu. Năm 1968, ông cùng Lý Tuấn Nhân, Trần Vạn Dụ, Dương Tư Tiêu và một số người khác thành lập nhóm ghép thận. Đến tháng 5 năm 1968 nhóm đã thực hiện thành công ca ghép thận đầu tiên ở châu Á.